# Llista d'edificis més alts de València

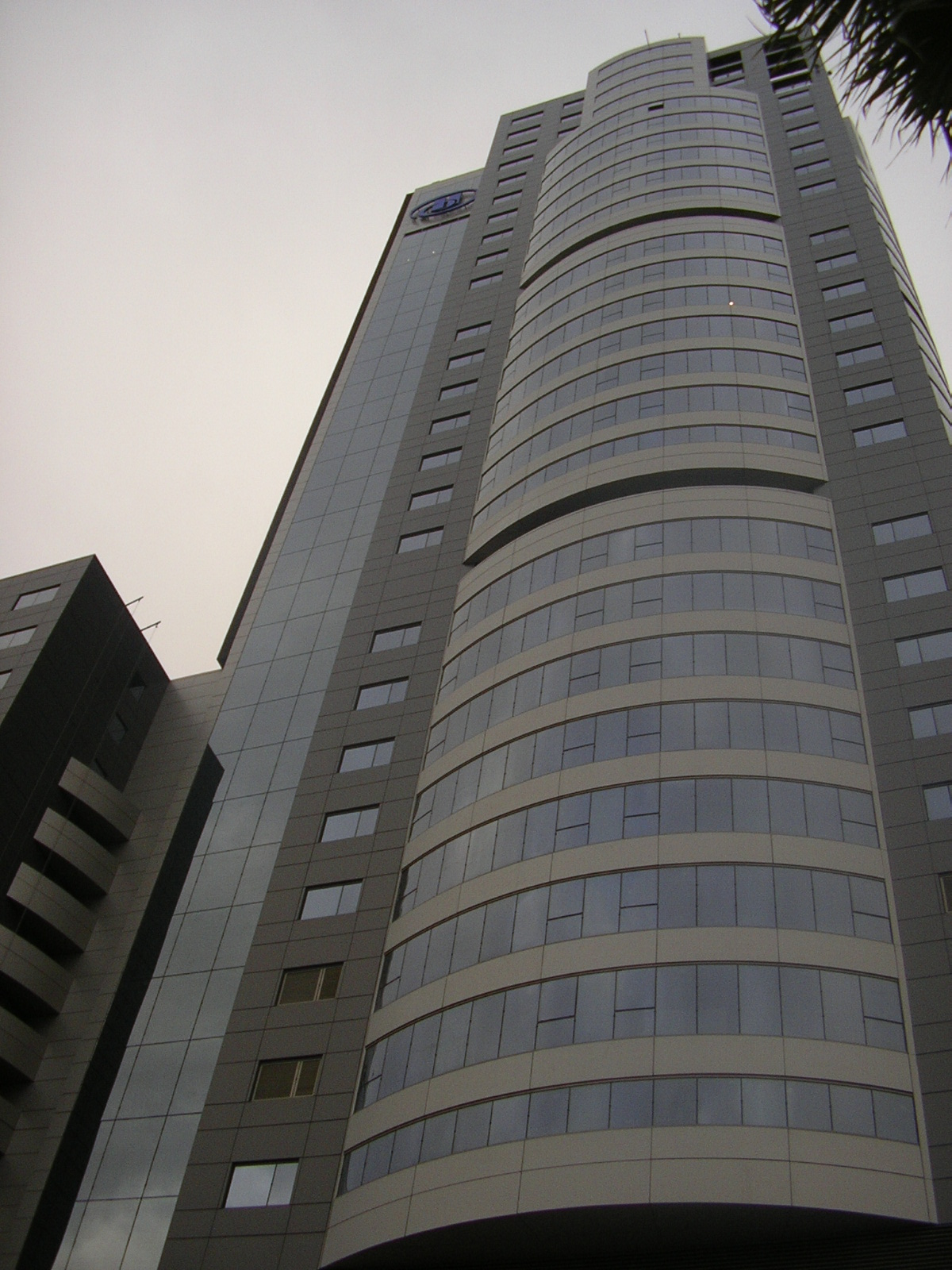
L'Edifici Hilton, el més alt de la ciutat

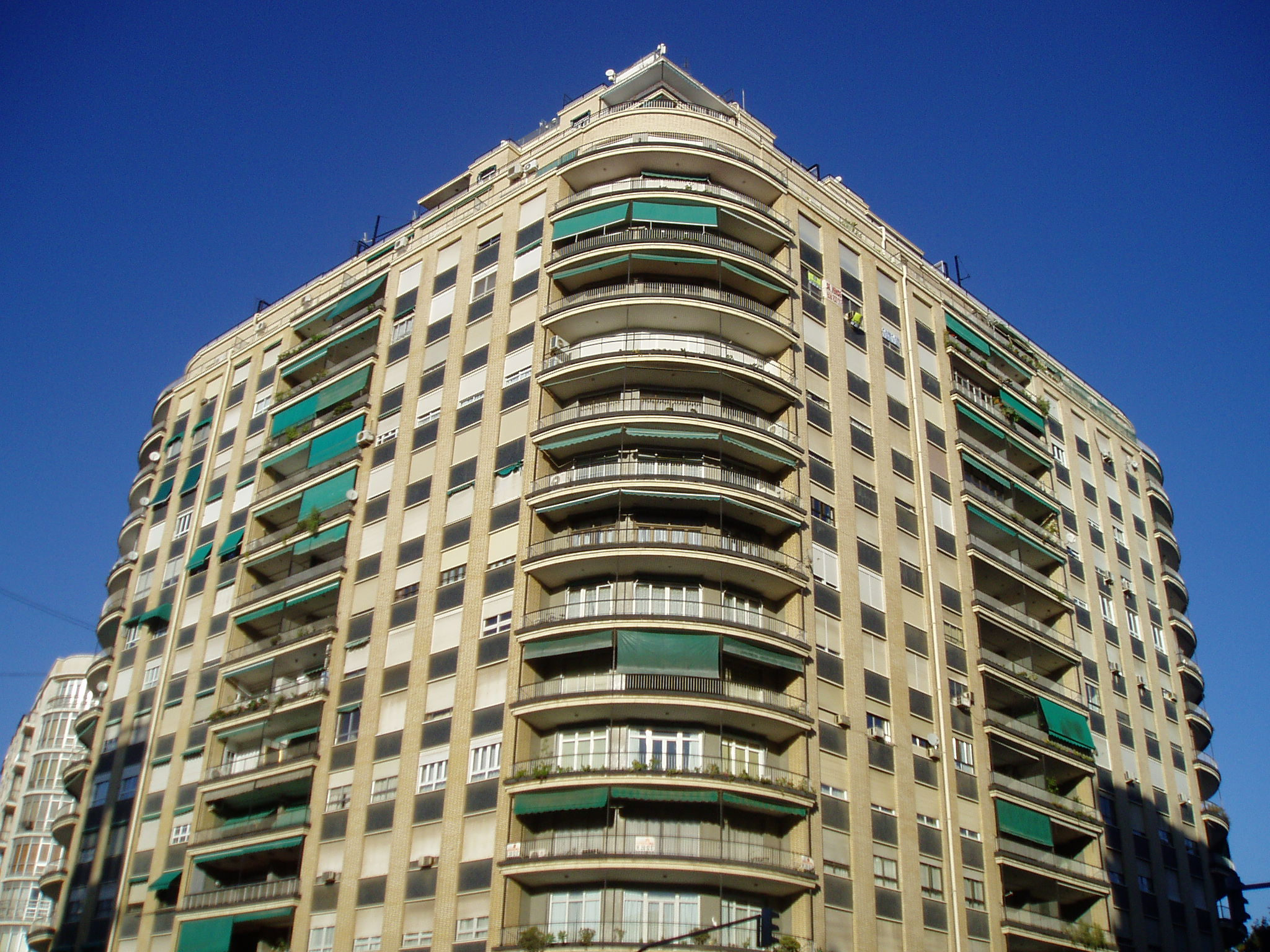
La finca de ferro, 9è edifici més alt i construït als anys seixanta

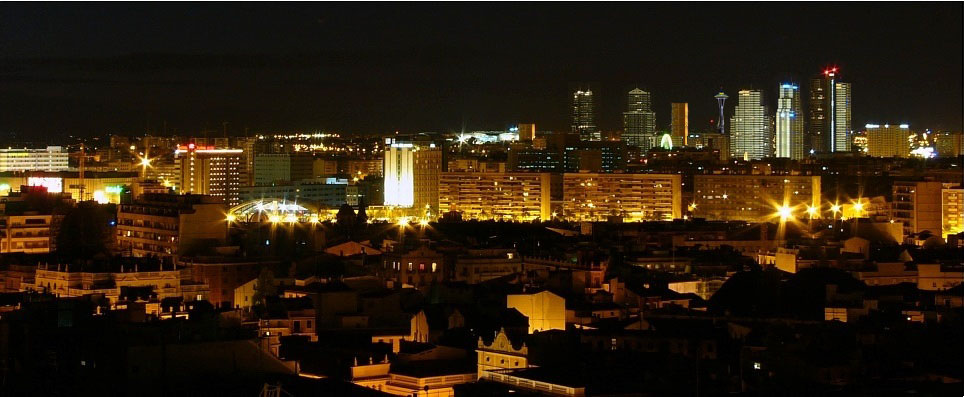
Skyline dels gratacels situats a l'avinguda de les Corts Valencianes de la ciutat

Aquesta és una llista dels edificis més alts de la ciutat de València. El pont de l'Assut de l'Or construït per Santiago Calatrava al Jardí de Túria és, amb 123 metres, la construcció més elevada de la ciutat. La ciutat té dos gratacels de més de 100 metres i al voltant de 30 gratacels d'entre 70 m i 100 m. Molts dels grans gratacels foren construïts entre els anys 2000 i 2012.
La llista dels edificis més alts és la següent:
| Posició | Edifici                              | Alçada | Nombre de pisos | Any d'inauguració | Imatge |
| ------- | ------------------------------------ | ------ | --------------- | ----------------- | ------ |
| 1       | Torre Hilton de València             | 117 m  | 29              | 2006              |        |
| 2       | Torre de França                      | 115 m  | 35              | 2002              |        |
| 3       | Aqua Multiespacio                    | 95 m   | 22              | 2006              |        |
| 4       | Torre Llaves de Oro 1                | 90 m   | 26              | 2003              |        |
| 5       | Torre Llaves de Oro 2                | 90 m   | 26              | 2003              |        |
| 6       | Ademús 1                             | 90 m   | 26              | 2003              |        |
| 7       | Ademús 2                             | 90 m   | 24              | 2003              |        |
| 8       | Àgora                                | 86 m   |                 | 2011              |        |
| 9       | Finca de ferro (Edifici Garcerán)    | 85 m   | 22              | 1962              |        |
| 10      | Aries Center Torre Sud               | 83 m   | 20              | 2019              |        |
| 11      | Palau de les Arts                    | 80 m   |                 | 2005              |        |
| 12      | Torre Oceanis                        | 79 m   | 22              | 2008              |        |
| 13      | Torre Navis                          | 78 m   | 21              | 2009              |        |
| 14      | Torres Oceanogràfiques               | 75 m   | 21              | 2000              |        |
| 15      | Crea Loft                            | 75 m   | 18              | 2008              |        |
| 17      | Sorolla Center                       | 75 m   | 17              | 2009              |        |
| 16      | Torres Alameda Holiday Inn           | 72'5 m | 21              | 2001              |        |
| 17      | Edifici Arcade                       | 72 m   | 21              | 1994              |        |
| 18      | T1 Ciutat Administrativa 9 d'octubre | 65 m   | 16              | 2012              |        |